# Raymond de Dalmas
Auguste Charles Raymond Guillaume Jacques de Dalmas (*  5. Februar 1862 in Paris; † 4. Februar 1930 ebenda) war ein französischer Adliger (Comte) und Ornithologe und Arachnologe.

## Leben
De Dalmas, ein reicher Adliger, baute durch eigenes Sammeln und den von ihm für Kolumbien und Venezuela beauftragten Ornithologen Eugene André eine große Vogelsammlung auf. Er selbst sammelte 1893 bis 1897 von seiner Yacht Chazalie aus im Mittelmeer, Marokko, Florida, der Karibik, Venezuela und Zentralamerika. Dabei ließ er sich von Wissenschaftlern begleiten wie Franz de Schaeck (1866–1940; später Universität Genf) und Studenten, zum Beispiel Jan Versluys, der sich mit Meeresbiologie befasste.
Die Sammlung ging teilweise bei einem Unfall verloren, der Rest kam in das Rothschild-Museum in Tring und an die Zoologische Staatssammlung München. Während seiner Weltreisen auf seiner Yacht war de Dalmas auch 1882/83 in Japan und schrieb über den Aufenthalt ein Buch.
Er veröffentlichte über tropische Vögel in den Mémoires de la Société Zoologique de France, Ornis und im Bulletin of the British Ornithologists Club. Darunter waren auch Erstbeschreibungen, zum Beispiel über Blaubarttangare. Einige Arten, zum Beispiel einige marine Wirbellose, sind nach ihm, seiner Yacht oder seiner Frau Emilie benannt.
Später wandte er sich der Arachnologie und Entomologie zu. 1918 veröffentlichte er eine Revision der Spinnenfamilie Prodidomidae.
De Dalmas war ein sehr guter Schachspieler und leidenschaftlicher Fotograf und Forellenangler. Er war verheiratet und hatte drei Töchter.

## Dedikationsnamen
Carl Eduard Hellmayr widmete ihm  Kastanienflügeltangaren-Unterart (Tangara lavinia dalmasi).

## Publikationen (Auswahl)
- Note sur une collection d'oiseaux de l'ile de Tobago. In: Mémoires de la Société zoologique de France. Band 13, 1900, S. 132–144 (biodiversitylibrary.org).
- Sur quelques espèces d'oiseaux américains du genre Capito. In: Bulletin de la Société zoologique de France. Band 25, 1900, S. 176–180 (biodiversitylibrary.org).